# 1,1-Bis(diphénylphosphino)méthane
Le 1,1-bis(diphénylphosphino)méthane (dppm) est un composé organo-phosphoré de formule CH2(PPh2)2. Il se présente sous la forme d'une poudre cristalline beige. Il est utilisé comme ligand en chimie organométallique. Il est plus spécifiquement utilisé comme ligand chélateur car il peut s'attacher au centres métalliques par des liaisons à partir de deux atomes donneurs ou plus.

## Synthèse et réactivité
Le 1,1-bis(diphénylphosphino)méthane est préparé par réaction entre le diphénylphosphure de sodium (Ph2PNa) avec le dichlorométhane :
Ph3P + 2 Na → Ph2PNa + NaPh
2NaPPh2 + CH2Cl2 → Ph2PCH2PPh2 + 2 NaCl
Le groupe méthylène (CH2) du dppm (et plus spécialement de ses complexes) est légèrement acide. Le ligand peut être oxydé pour donner les oxydes et sulfures correspondants, CH2[P(E)Ph2]2 (E = O, S). Dans ces dérivés, le groupe méthylène est encore plus acide.